# Computer Gaming World
Computer Gaming World (CGW) a fost o revistă americană de jocuri pe computer publicată între 1981 și 2006.  Una dintre puținele reviste ale epocii care a supraviețuit prăbușirii pieței jocurilor video din 1983, a fost vândută companiei Ziff Davis⁠(d) în 1993. S-a extins foarte mult prin anii 1990 și a fost una dintre cele mai mari reviste dedicate jocurilor video, ajungând la aproximativ 500 de pagini în 1997.
La începutul anilor 2000, tirajul revistei a fost de aproximativ 300.000, cu puțin în urma liderului de piață PC Gamer. Dar, la fel ca majoritatea revistelor epocii, investirea rapidă a veniturilor sale din publicitate în proprietăți de internet a dus la o scădere a veniturilor. În 2006, Ziff a anunțat că revista va continua sub numele Games for Windows, înainte de a o muta în format exclusiv online și de a fi închisă complet mai târziu în același an.

## Istorie
În 1979, Russell Sipe a părăsit slujba de evanghelist al Convenției Baptiste de Sud. Fan al jocurilor pe calculator, și-a dat seama în primăvara anului 1981 că nicio revistă nu era dedicată jocurilor pe calculator. Deși Sipe nu avea experiență în publicare, a înființat Golden Empire Publications în iunie și a găsit investitori. A ales numele Computer Gaming World (CGW) în locul alternativelor precum Computer Games sau Kilobaud Warrior, deoarece spera ca revista să revizuiască jocurile dar și să servească drept publicație comercială a industriei. Primul număr a apărut în noiembrie, aproximativ în aceeași rivală ca rivalii Electronic Games⁠(d) și Softline⁠(d). (Originea religioasă a lui Sipe a făcut ca „Psalmul 9:1–2” să apară în fiecare număr. De asemenea, succesorul său ca editor, Johnny L. Wilson, a fost un pastor creștin evanghelic).

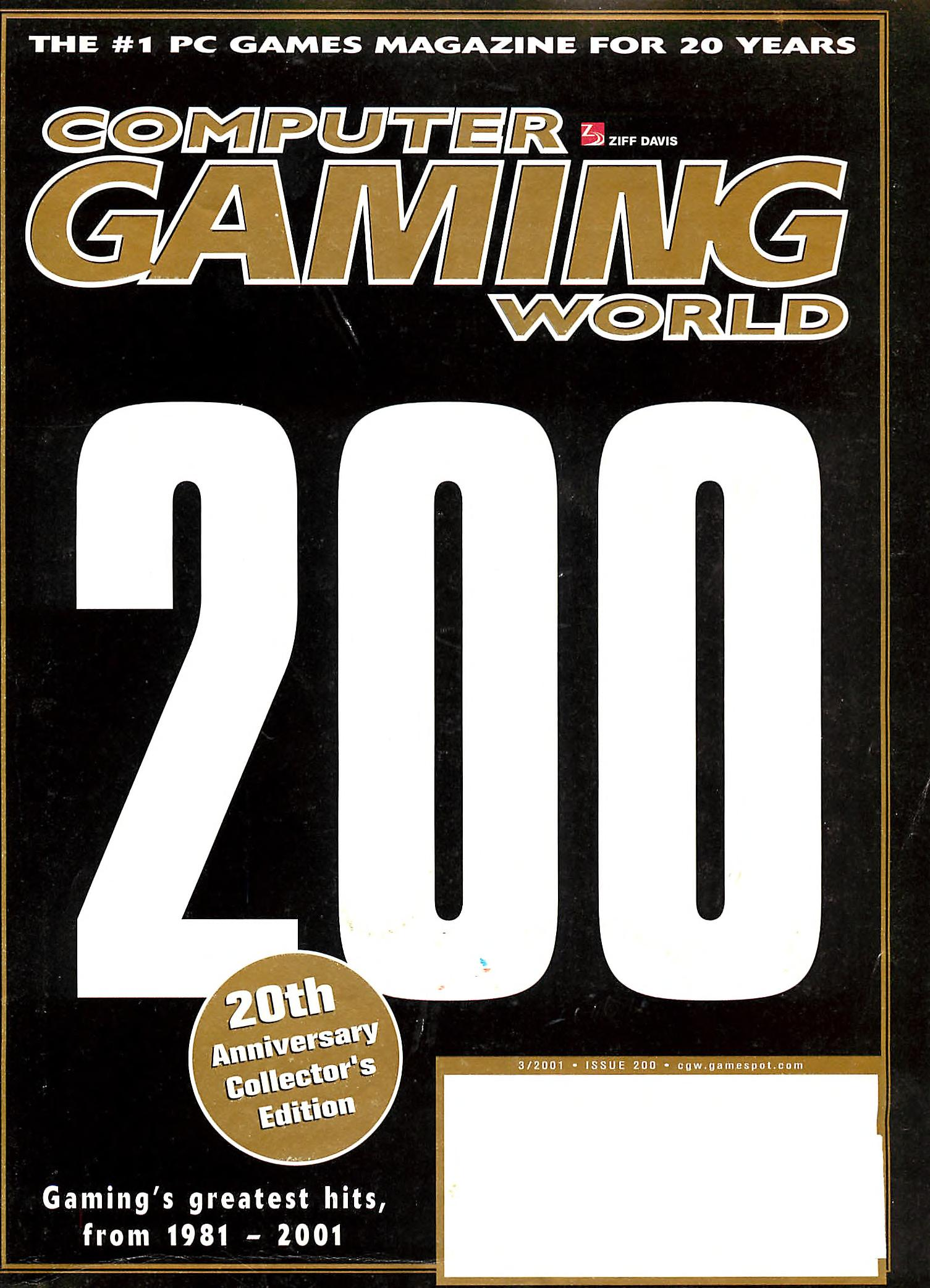
Numărul 200 al Computer Gaming World din martie 2001

Primele numere au fost publicate în Anaheim, California, și s-au vândut cu 2,75 USD numărul sau 11 USD pentru un abonament de un an de șase numere. Aceste numere bilunare timpurii aveau de obicei 40-50 de pagini, erau scrise într-un stil de buletin informativ și au inclus articole trimise spre publicare de către designeri de jocuri precum Joel Billings⁠(d) (SSI), Dan Bunten⁠(d) (Ozark Software) și Chris Crawford.  De asemenea, primele coperți nu au fost întotdeauna legate direct de conținutul revistei, ci mai degrabă au prezentat lucrări ale artistului Tim Finkas.  Din ianuarie/februarie 1986, CGW a început să publice nouă numere pe an, iar personalul editorial a inclus scriitori populari precum Scorpia, Charles Ardai⁠(d) și M. Evan Brooks.
CGW a supraviețuit prăbușirii jocurilor video din 1983, care a afectat grav piața. Până în vara anului 1985, a fost singura revistă dintre cele 18 reviste color de jocuri pe computer din 1983. În toamna anului 1987, CGW a introdus un buletin informativ trimestrial numit Computer Game Forum (CGF), care a fost publicat în lunile libere ale CGW . Buletinul informativ nu a fost niciodată popular; doar două numere au fost publicate înainte de a fi anulat. O parte din conținutul CGF a devenit parte din CGW, care a ajuns să fie publicată lunar.

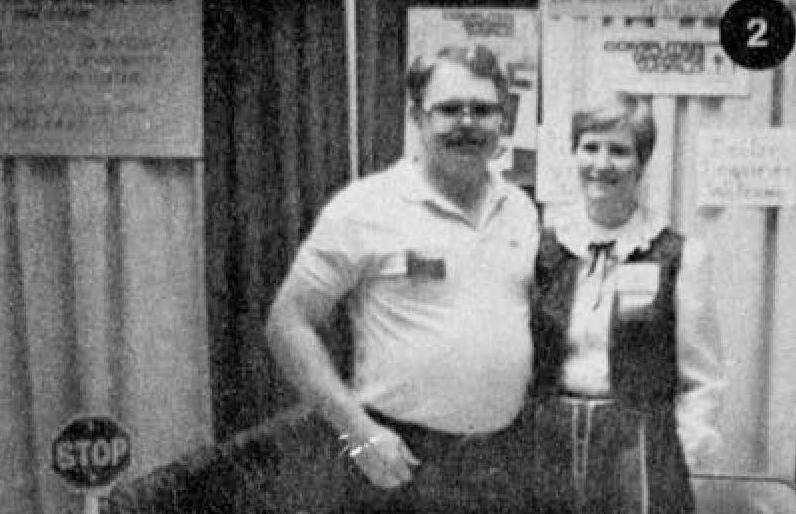
Russell Sipe și Suzanne Sipe în 1982 la

Revista a trecut printr-o expansiune semnificativă începând cu 1991. Numărul paginilor a ajuns la 196 pentru numărul 100, în noiembrie 1992. În același an, Johnny Wilson (care a fost inițial colaborator în 1983), a devenit redactor-șef, deși Sipe a rămas ca editor. În 1993, Sipe a vândut revista lui Ziff Davis  — în acel moment revista era atât de groasă încât un cititor a anunțat că un exemplar al numărului din decembrie a încetinit un hoț care a furat o pungă de cumpărături în care se afla revista  — dar a continuat a continuat ca editor până în 1995. Revista a continuat să crească în anii 1990, numărul din decembrie 1997 având 500 de pagini. În ianuarie 1999, Wilson a părăsit revista și George Jones a devenit redactor-șef, într-un moment în care revistele tipărite se luptau cu popularitatea în creștere a internetului. Jones a fost redactor-șef al CNET Gamecenter și înainte de asta a fost angajat la CGW între 1994 și 1996. El a fost înlocuit de Jeff Green⁠(d) în 2002.
La 2 august 2006, Ziff Davis și Microsoft au anunțat împreună că CGW va fi înlocuit cu Games for Windows: The Official Magazine⁠(d) (Jocuri pentru Windows: Revista oficială).  Noua revistă a înlocuit CGW ca parte a inițiativei Jocuri pentru Windows (Games for Windows⁠(d)) a celor de la Microsoft. În comunicatul lor de presă, Ziff Davis a indicat că o mare parte din conținutul de bază al CGW și întregul personal vor fi transferați la noua revistă.  Din cauza acestor anunțuri, acțiunile lui Ziff Davis au lăsat impresia că revista CGW nu a fost efectiv anulată. Ultimul număr etichetat CGW a fost cel din noiembrie 2006, ceea ce a însemnat un total de 268 de numere publicate pe hârtie. 
La 8 aprilie 2008, 1UP Network a anunțat că ediția tipărită Games for Windows: The Official Magazine a încetat și că tot conținutul va fi mutat online. La reuniunea GFW Radio Penny Arcade Expo⁠(d), Jeff Green a susținut că înțelegerea cu Microsoft a permis ca CGW/GFW să continue să apară și că, dacă nu ar fi avut loc, compania Ziff Davis ar fi închis CGW.
Concomitent cu lansarea ultimului număr CGW, Ziff Davis a anunțat disponibilitatea unei Arhive CGW, care conține copii complete ale primelor 100 de numere ale CGW, precum și cele două numere CGF, cu un total de 7438 de pagini care acoperă 11 ani de recenzii de jocuri. Arhiva a fost creată de Stephane Racle, de la Muzeul CGW, și este disponibilă în format PDF. Orice problemă ivită a fost procesată prin recunoașterea optică a caracterelor, ceea ce a permis crearea unui index principal de peste 3 milioane de cuvinte. Deși Ziff Davis a lăsat site-ul CGW Archive offline, revistele pot fi descărcate de la Muzeul CGW

## Conținut
CGW a conținut recenzii, pre-vizualizări, știri, caracteristici, scrisori, strategii și coloane despre jocurile pe computer. În timp ce articole despre jocurile pe consolă au apărut ocazional, acestea au fost în primul rând publicate de revista înfrățită a  CGW, Electronic Gaming Monthly.
În 2006, două dintre cele mai populare caracteristici au fost „Greenspeak”, o coloană pe ultima pagină scrisă de redactorul-șef Jeff Green și „Tom vs. Bruce", o piesă unică de „jurnal de duel” în care scriitorii Tom Chick și Bruce Geryk și-au înregistrat experiența de joc în timp ce fiecare încerca să-l depășească pe celălalt la un anumit joc. „Tom vs. Bruce" a avut uneori ca invitat pe Erik Wolpaw, fostul membru al rețelei de jocuri video Old Man Murray⁠(d).
Mulți ani, CGW nu a atribuit niciodată scoruri recenziilor, preferând să lase cititorii să-și evalueze jocurile preferate printr-un sondaj lunar. Scorurile au fost introduse în cele din urmă în 1994, dar din aprilie 2006, CGW a încetat să mai atribuie scoruri cuantificabile recenziilor sale. În luna mai a aceluiași an, CGW și-a schimbat numele secțiunii de recenzii în „Viewpoint” și a început să evalueze jocurile după o combinație mai diversă de factori mai degrabă decât conținutul său. Elementele luate în considerare includ reacția comunităților la un joc, sprijinul continuu al dezvoltatorilor prin corecții (patch) și dacă componenta online a unui joc a continuat să crească.
Recenziile s-au bazat anterior pe o structură simplă de cinci stele, cu cinci stele marcând un joc cu adevărat remarcabil, iar o stea semnalând lipsa de valoare virtuală. Trei jocuri, Postal²⁠(d) de Robert Coffey, Mistmare⁠(d) de Jeff Green și Dungeon Lords⁠(d) de Denice Cook „... formează o trinitate ne-sfântă a singurelor jocuri din istoria CGW care au primit recenzii de zero stele”.

## Tiraj
Potrivit MDS, revista CGW a avut un tiraj de 301.459 în 2006. În acest sens, a fost cu puțin în urma rivalei PC Gamer.

## Premii și aprecieri
Bruce F. Webster⁠(d) a revizuit primul număr al Computer Gaming World în The Space Gamer nr. 48. Webster a comentat că: „recomand cu tărie această revistă jucătorilor pe computer și doar un singur motiv va fi suficient (după părerea mea): acum puteți obține dintr-o singură publicație informațiile pe care ar fi trebuit să le scoateți din trei, patru sau cinci (sau șase...).” 
Page 6⁠(d) a analizat Computer Gaming World și a declarat: „în afară de faptul că este o lectură interesantă, vei afla mai multe din jocurile tale și vei avea o idee mult mai bună despre ce să cumperi ca următorul tău software. Nicio altă revistă de computer la care să mă gândesc nu vă va oferi recenzii atât de profunde.” 
În 1988, CGW a câștigat premiul Origins pentru cea mai bună revistă profesională de jocuri de aventură din 1987.
The New York Times a lăudat în mod repetat CGW, considerând-o una dintre publicațiile de top despre jocuri pe computer din vremea sa. În 1997, ziarul a numit-o „revista principală de jocuri pe computer”, în 1999 „Biblia puriștilor de jocuri pe computer” și în 2005 „una dintre cele mai importante reviste de jocuri pe computer”.

## PC Gaming World
Ziff Davis a publicat, de asemenea, o revistă înfrățită cu Computer Gaming World, intitulată PC Gaming World, în Regatul Unit. A fost a treia cea mai mare revistă de jocuri pe computer din regiune până în august 2000.  În 1998, jurnalistul Stuart Campbell a descris PC Gaming World ca o publicație cu o înclinație predominant americană, datorită „stilului său sobru, serios, cu text greoi”. El a considerat că nu este în pas cu publicul britanic al jocurilor. Campbell a numit mai târziu revista o „ciudățenie” care era „vizată în primul rând publicului de peste 40 de ani”, o diferență față de rivalii PC Gamer UK și PC Zone⁠(d) care se adresau unui public mai tânăr.
În iulie 2000, Ziff Davis și-a vândut toată filială de publicare din Europa către Verenigde Nederlandse Uitgeverijen (VNU), inclusiv trei reviste din Germania, trei din Franța și patru din Regatul Unit. PC Gaming World a migrat cu aceste publicații. În acea vreme, The Register⁠(d) a raportat că VNU a considerat PC Gaming World nepotrivită modelului său de afaceri, ceea ce a lăsat nesigur viitorul revistei. Editura a vândut PC Gaming World către Computec Media⁠(d) la o lună de la cumpărare, invocând lipsa sa de sinergie cu brandul VNU. Această tranziție urma să fie finalizată în octombrie 2000.
Potrivit Golem.de, Computec a plănuit să unească PC Gaming World împreună cu propria sa revistă PC Gameplay,  pe care a lansat-o în 2000. PC Gaming World a fost închisă în prima jumătate a anului 2001; Computec i-a mutat pe abonații publicației la PC Gameplay, care, totuși, s-a străduit să mențină aceleași tendințe. Compania a „relansat” PC Gameplay ca PC Gaming World în 2003,  dar nu a publicat numărul de abonați al noii publicații prin Biroul de Audit al Tirajelor în prima jumătate a acelui an. Pentru GamesIndustry.biz⁠(d), Kristan Reed a remarcat că această decizie nu a fost „niciodată un semn sănătos”. Computec și-a vândut întreaga sucursală britanică a revistei de jocuri concurentului Future Publishing la sfârșitul anului 2003.